# Nuraghe Izzana
Il nuraghe Izzana è un sito archeologico situato nel comune di Tempio Pausania, in provincia di Sassari.

## Descrizione
Il nuraghe, situato su un altopiano lungo il confine con il comune di Aggius, è uno dei più imponenti di tutta la Gallura. Costruito con massi di granito locale, ha una pianta di forma vagamente triangolare e presenta caratteristiche miste fra i nuraghi a corridoio (la tipologia di nuraghe più arcaica) e i nuraghi a tholos (evoluzione della precedente). La camera centrale con la copertura a tholos è ancora integra mentre sono parzialmente crollate le camere laterali. L'edificio è dotato di due ingressi, uno a sud-ovest (l'ingresso principale) e un altro a sud-est.